# هنری شیهی کیتینگ
هنری شیهی کیتینگ (انگلیسی: Henry Sheehy Keating؛ ۱۳ نوامبر ۱۷۷۵ – ۱۲ سپتامبر ۱۸۴۷) فرد نظامی اهل فرانسه بود. وی همچنین برندهٔ جوایزی همچون نشان حمام شده‌است.